# 屈動
屈動（？—17世紀），字靜元，河南府嵩縣人，明朝、南明政治人物。

## 生平
屈動是萬曆二十二年舉人屈大伸的兒子，於天啟七年（1627年）中舉人，到崇禎七年（1634年）中進士，獲授南京戶部主事，遷任員外郎，收取北新關關稅，革除貪官長單，未到期已供足稅而免除其他稅項，剩下五千金上奏朝廷，商人和人民都感到喜悅，在仁和倉下為他立祠。之後他陞任南京吏科給事中，上陳三項政策：查核軍籍，議免租稅，疏理錢法，朝廷大臣都認為他直言不諱。神宮監偷盜陵墓木材，他立刻彈劾令官員伏法，朱純臣奉旨視察陵墓時縱容下屬搶掠，他也彈劾使對方遭革除恩蔭；同時他又奏請講學勤政，全都得到崇禎帝溫旨嘉許，很快因父母逝世辭官歸鄉。
服喪結束後，屈動得起用為吏科都給事中，於崇禎十三、十四年（1640年－1641年）間檢舉四十多名官員，推薦方岳貢、陳洪謐、方震孺等人，人們都說他用人得當。他為人沉著堅毅，很少說話展笑，俸祿都拿來接濟貧窮的親友；縣內需要義助漕項五千兩使民眾勞苦，他上疏交付盧世㴶代題才得免。到十五年（1642年）河南飢荒，他發散家中儲藏的糧食數千石煮粥賑災，鄉里都依靠他。弘光帝即位，原職起用屈動，和陳獻策、錢源、韓接祖共同得召；隆武帝繼位後晉官戶科都給事中，福京淪陷後歸鄉，感慨而成疾。有人勸他出仕，他說：「國亡了如何生存！」嘔血而死。

## 家族
曾祖屈端；祖屈应时，赠文林郎；父屈大伸，文林郎、井陉知县。

## 引用
1. 1 2  錢海岳《南明史·卷四十五·列傳第二十一》：屈動，字靜玄，嵩縣人。崇禎七年進士。授南京戶部主事，遷員外郎，榷北新關，除關蠹，革長單，未及期而正供足，乃全蠲他稅，羨額猶五千金，盡附奏入。商民悅之，為祠仁和倉下。陞南京吏科給事中，條上三疏，核軍籍，議蠲振，疏錢法，舉朝奉為昌言。神宮監盜陵木，劾抵於法。朱純臣奉旨視陵，縱卒肆掠，劾之革蔭。陳奏講學勤政，皆得溫旨。憂歸。
2. ↑  乾隆《嵩縣志·卷七·選舉志》：……屈大伸 字鵬洲，萬曆甲午舉人，任井陘知縣 ……屈動 大伸之子，天啟丁卯舉人，崇禎甲戌進士……。
3. ↑  《崇祯七年甲戌科进士履历便覽》：屈动，曾祖端；祖应时，赠文林郎；父大伸，文林郎、井陉知县。静元，诗四房，甲辰年十月二十日生，河南府嵩县人，丁卯鄉試，会一百十四名，二甲二十八名，工部观政，丁丑授南户部广东司员外，己卯补南吏科给事中。
4. ↑  《崇祯七年甲戌科进士三代履历》：屈动，曾祖端；祖应时，赠文林郎；父大伸，文林郎、井陉知县。静元，诗四房，甲辰年十月二十日生，河南府嵩县人，丁卯四十名，会一百十四名，二甲二十八名，工部政，乙亥授南户部广西司主事，丙子升员外，丁丑管北新关，己卯改授南吏科给事中，壬午丁憂。
5. ↑  錢海岳《南明史·卷四十五·列傳第二十一》：服闋，起吏科都給事中。十三年，司外計；明年，司內計，先後糾拾大員四十餘人，疏薦勞吏方岳貢、陳洪謐，邊才方震孺等十餘人，皆樹功名，時稱得人。為人沈毅，少言笑，所得奉悉以佐親黨貧者。邑有義助漕項銀五千，大為民累，動疏草付盧世㴶代題得免。十三【五】年，河南大飢，盡發家藏栗數千石，煮粥以振，鄉里賴之。安宗立，起故官。與陳獻策、錢源、韓接祖同召。紹宗即位，晉戶科都給事中。福京亡，歸，感愴成疾。或勸出仕，曰：「國亡何以生為！」歐血數升卒。